# Dziwigor
Dziwigor – staropolskie imię męskie. Składa się z członu Dziwi- ("patrzeć z zachwytem", "podziw, zachwyt") i -gor ("goreć, palić się"). Mogło oznaczać "tego, który patrzy z zachwytem na ogień".
Dziwigor imieniny obchodzi 18 lipca i 9 listopada.